# Les Deux Visages du docteur Jekyll
Pour les articles homonymes, voir Docteur Jekyll et M. Hyde.
Pour plus de détails, voir Fiche technique et Distribution.
Les Deux Visages du docteur Jekyll (The Two Faces of Dr Jekyll) est un film d'horreur britannique réalisé par Terence Fisher, sorti au cinéma en 1960.
Produit par Hammer Film Productions, le film a pour principaux interprètes Paul Massie, Dawn Addams et Christopher Lee.

## Synopsis
Le docteur Jekyll, persuadé qu'il y a dans chaque être vivant deux facettes qui s'opposent, cherche à relever celle qui est cachée. Il poursuit sans cesse ses recherches délaissant son épouse Kitty qui trouve le réconfort auprès de Paul. Ce dernier, joueur invétéré, est aidé financièrement par Jekyll. Expérimentant sa formule sur lui-même, Jekyll devient Hyde, un beau jeune homme complètement dénué de scrupule, passant sa première nuit sous cette apparence au Sphinx, une maison de plaisir dans laquelle il a la surprise d'y trouver Paul tendrement accompagné de Kitty. Parallèlement, il tombe sous le charme de la danseuse-vedette de l'établissement.
Alternant les apparences de Jekyll et Hyde, la situation du chercheur devient de plus en plus complexe, mais c'est sous l'apparence de Hyde qu'il monte un stratagème pour se débarrasser de Paul et pousser Kitty au suicide. Espérant passer une nuit tranquille avec sa maîtresse après la commission de ses crimes, il est victime d'une crise qui le conduit à l'étrangler. Il se réfugie chez lui, les deux personnalités de Jekyll et de Hyde s'affrontent de nouveaux, Hyde a le dessus, et incendie la maison, prétendant que Jekyll s'est suicidé, mais lors de son audition par la police Jekyll réapparaît.
Ce dernier dit alors qu'il a réussi à tuer « le Hyde » qui était en lui ; le procureur l'inculpe néanmoins pour homicide volontaire.

## Fiche technique
- Titre original : The Two Faces of Dr Jekyll
- Titre français : Les Deux Visages de docteur Jekyll
- Titre américain : Jekyll's Inferno
- Réalisation : Terence Fisher
- Scénario : Wolf Mankowitz, d'après le roman L'Étrange Cas du docteur Jekyll et de M. Hyde de Robert Louis Stevenson
- Direction artistique : Don Migaye
- Costumes : Molly Arbuthnot
- Photographie : Jack Asher
- Montage : Eric Boyd-Perkins
- Musique : David Heneker et Monty Norman
- Société de production : Hammer Film Productions
- Pays d'origine :  Royaume-Uni
- Format : couleurs - 35 mm - 2,35:1 - son : Mono
- Genre : Film fantastique
- Durée : 88 min
- Dates de sortie : 
  -  Royaume-Uni : 24 octobre 1960
  -  États-Unis : 3 mai 1961
  -  France : 25 juin 1969[1]

## Distribution
- Paul Massie (en) : le docteur Henry Jekyll / mister Edward Hyde
- Dawn Addams (VF : Emmanuèle Bondeville) : Kitty Jekyll
- Christopher Lee (VF : Philippe Catoire) : Paul Allen
- David Kossoff : le docteur Ernst Litauer
- Norma Marla (VF : Véronique Augereau) : Maria
- Francis De Wolff : l'inspecteur
- Joy Webster : Jenny
- Oliver Reed : un client du Sphinx (non crédité)

## Autour du film
- Lors de sa première visite au Sphinx, Hyde subit les provocations d'un redresseur de torts (ou d'un souteneur, la chose est peu claire). L'acteur tenant ce petit rôle n'est autre qu'Oliver Reed.
- Il ne semble pas qu'il y ait eu historiquement une maison de plaisir nommé Le Sphinx à Londres. En revanche, une maison close de luxe portant ce nom exista à Paris de 1931 à 1946.
- Le film s'inspire de L'Étrange Cas du docteur Jekyll et de mister Hyde, nouvelle de Robert Louis Stevenson, déjà souvent portée à l'écran. Cette adaptation se veut originale à plus d'un titre : l'acteur Paul Massie interprète ici un docteur Jekyll d'âge mûr et peu séduisant, tandis que Hyde est un homme jeune qui plaît aux femmes, bouleversant ainsi la tradition d'un Hyde aussi repoussant physiquement que moralement. Si cette idée de « mâle séducteur » se heurta, avec ce film, à un retentissant échec commercial, elle valut plus tard un triomphe à Jerry Lewis avec sa variante comique Docteur Jerry et Mister Love, sortie en1963.